# 澳門駕駛執照
澳門駕駛執照（葡萄牙語：Carta de Condução de Macau）是澳門特別行政區政府交通事務局向合資格人士簽發的官方駕駛許可證明文件，依據《道路交通法》及相關行政法規制定，用於證明持有人已通過規定的駕駛考試並具備合法駕駛特定類別車輛的資格。澳門駕駛執照按車種分為多個類別，並設有年齡、考試及續期等要求，亦可根據規定換領國際駕駛許可證或與部分地區互認。

## 式樣
現行的澳門駕駛執照為信用卡大小的塑膠卡式設計，正面印有葡萄牙語「CARTA DE CONDUÇÃO DE MACAU」及中文「澳門駕駛執照」字樣，並附有持證人彩色近照、中文及葡文姓名、駕駛執照號碼、出生日期、簽發日期及有效期等資料。卡片內嵌有防偽底紋及全息圖案，以防止偽造或塗改。背面則列有持有人獲准駕駛的車輛類別代號及相關附註。
澳門駕駛執照的版面設計由澳門特別行政區政府交通事務局統一制定，不同類別的駕照在正面樣式上並無顯著區別，但會在背面顯示對應的駕駛資格類別及限制條件。現行樣式自2007年10月1日起啟用，取代過往的紙本摺疊式駕照。

## 駕駛執照分類
澳門駕駛執照依據《道路交通法》及相關行政法規，按可駕駛車輛類別分為多個類型，每類執照均有對應的最低年齡及考試要求。主要類別如下：
- A1 類：重型摩托車，發動機氣缸總容積不超過 400 立方厘米。
- A2 類：重型摩托車，發動機氣缸總容積超過 400 立方厘米。
- B 類：輕型汽車，包括總重量不超過 3,500 公斤且核准乘坐人數不超過九人的汽車。
- C 類：重型貨車，包括總重量超過 3,500 公斤的貨運車輛。
- D1 類：重型客車，核准乘坐人數不超過 25 人或車長不超過 8 米。
- D2 類：重型客車，核准乘坐人數超過 25 人或車長超過 8 米。
- E 類：拖掛車及鉸接式車組，可牽引總重量超過 750 公斤的掛車。
- 特殊類別：包括工程機械車輛、特種用途車輛等，需經特別審批方可核發。

部分類別可同時附加駕駛其他相近類別車輛的資格，例如持有 B 類駕照者可駕駛部分小型貨車。每類駕照均須定期續期，並在達到特定年齡後需縮短有效期與增加體格檢查頻率。

## 駕駛執照考試及駕駛人訓練
澳門駕駛執照的申領人必須符合年齡、健康及法律規定的條件，並通過由交通事務局組織的駕駛考試。考試一般分為理論考試與實務考試兩個階段，部分類別（如重型車輛、公共汽車等）還需要進行額外的專項評核。

### 申請條件[8]
申請人須持有澳門居民身份證，或在符合法律規定的情況下以外地身份申領，並達到相應車種的最低年齡要求：
- 輕型摩托車（50cm³以下）：18歲
- 重型摩托車（超過50cm³）：18歲
- 輕型汽車（不超過3,500公斤）：18歲
- 重型貨車、重型客車及拖掛車：21歲

申請人需通過體格檢查，證明視力、聽力及四肢活動能力符合安全駕駛要求，並無影響駕駛的嚴重疾病。

### 理論考試
理論考試以電腦作答形式進行，題庫由交通事務局統一制定，內容涵蓋：
- 《道路交通法》及其附屬法規
- 道路標誌、標線及燈號
- 行車優先權與禮讓規則
- 防禦性駕駛及事故預防
- 駕駛相關的法律責任及違規處罰

考試為選擇題，通常須在限定時間內正確回答不少於規定比例（如85%）的題目方為合格。

### 實務考試
實務考試由交通事務局考官隨車評核，分為場地測試及道路駕駛兩部分：
- 場地測試包括：起步、直線行駛、S形彎道、窄路掉頭、倒車入庫、坡道起步等。
- 道路駕駛在指定路段進行，考核內容包括遵守交通燈號、轉向、變線、超車、避讓行人、進出環形交叉路口等操作。

考官將根據駕駛穩定性、遵章守法、對路況的判斷能力及應變反應進行評分，任何重大違規或危險操作均會導致不合格。

### 駕駛人訓練
在報考前，申請人通常會在駕駛學校或由合資格教練提供的私人課程中接受培訓。駕駛訓練內容包括：
- 基本車輛構造與操控原理
- 基礎駕駛技術（起步、換檔、制動、轉向等）
- 特殊情況應對（雨天、夜間、緊急制動等）
- 道路駕駛實習及防禦性駕駛技巧

澳門並無強制性的「學習駕駛證」制度，但初次考取電單車駕照者於領證後一年內須懸掛「P」牌（學習駕駛標誌），並遵守特定限制，例如禁止載客及不得在某些高車速道路行駛。

### 再培訓與補考
未能通過考試者可於法定期限內報名補考。若因交通違規被撤銷駕駛資格，駕駛人需重新完成指定的駕駛培訓及通過考試後方可恢復駕駛權利。

## 國際駕照與免試申換駕駛執照

### 國際駕駛執照[9]
澳門駕駛執照持有人可申請國際駕駛執照，以便在簽署《道路交通公約》的其他國家或地區合法駕駛。國際駕駛執照的有效期與澳門駕駛執照的剩餘有效期相同，但最長不得超過一年。申請方式包括櫃檯辦理與網上辦理兩種，持有人須提交有效澳門駕駛執照、身份證明文件及合規照片。國際駕駛執照僅在出示原澳門駕駛執照時方為有效，且不得在澳門境內作為單獨駕駛憑證使用。

### 免試換領澳門駕駛執照[12][13]
符合條件的外地駕駛執照持有人，可免試換領澳門駕駛執照。申請人需持有有效的澳門居民身份證或符合法律規定的居留身份，並提供有效的外地正式駕駛執照原件及其副本。該駕駛執照須為簽發地正式機關核發，且不屬於臨時、學習或實習性質。換領後，澳門駕駛執照的有效期依持有人年齡及類別規定計算。

### 駕駛執照互認安排[12]
澳門特區政府與部分國家及地區簽訂駕駛執照互認協議，允許持有人在對方地區免試換領駕駛執照。部分協議亦包含短期駕駛安排，例如允許訪客在入境後一定期限內憑原駕駛執照駕駛特定類別車輛。近年，澳門與中國內地簽署互認換領協議，使雙方居民可在符合條件下免試換領對方的駕駛執照。